# 장수상회
《장수상회》는 2015년 4월 9일에 개봉한 대한민국의 로맨틱 코미디 드라마 영화이다.

## 캐스팅
- 박근형 : 김성칠 역
- 윤여정 : 임금님 역
- 조진웅 : 김장수 역
- 한지민 : 김민정 역
- 김정태 : 김치수 역
- 황우슬혜 : 박양 역
- 이준혁 : 오복성 역
- 김재화 : 왕마담 역
- 문가영 : 아영 역
- 박찬열 : 민성 역
- 배호근 : 제갈청수 역
- 남명렬 : 노신사 역
- 김하유 : 다영 역
- 김지경 : JH공사직원 역
- 남문철 : 의사 역
- 박해빛나 : 구청여직원 역
- 정해인 : 소년 성칠 역
- 윤소희 : 소녀 금님 역
- 고윤후 : 중년 성칠 역
- 이문정 : 중년 금님 역
- 최규환 : 민정 전남편 호준 역
- 임지현 : 최양 역
- 윤경호 : 순경 1 역
- 나승호 : 순경 2 역
- 박진아 : 일진 쇠사슬 역
- 박경혜 : 일진 소가럼리 역
- 김선영 : 일진 지네공주 역
- 박신혜 : 일진 핑키 역
- 정혜진 : 신입 간호사 역
- 이주연 : 과거 간호사 역
- 최예지 : 중환자실 간호사 역
- 염혜란 : 우유아줌마 역
- 윤상훈 : 웨이터 역
- 설주미 : 국밥집 주인 역
- 이성욱 : 안경집 주인 역
- 김형식 : 문방구 사장 역
- 정진희 : 미용실 원장 역
- 윤희원 : 시외버스기사 역
- 조정환 : 트럭기사 역
- 장문규 : 택시기사 역
- 이연 : 왈츠선생님 역
- 김세빈 : 어린 민정 역
- 진준 : 소년 장수 역
- 김하윤 : 아기 민정 역
- 최승훈 : 어린 장수 역
- 김학충 : 정육코너 장수마트 직원 역
- 박대규 : 수산물코너 장수마트 직원 역
- 이제욱 : 카운터 장수마트 직원 역
- 우정옥 : 할아버지 장수마트 노부부 역
- 백낙순 : 할머니 장수마트 노부부 역
- 장혜리 : 치수 아내 역
- 박나예 : 치수 딸 자영 역
- 윤태성 : 웨딩남 신랑 역
- 이보영 : 웨딩여 신부 역
- 유영복 : 신부님 역
- 권성철 : 파출소 취객 역
- 이나리 : 버스 안내양 역
- 유원준 : 2동 축구 응원단장 역
- 민성원 : 꽃집 남자 손님 역
- 이지연 : 꽃집 여자 손님 역
- 송동규 : 왈츠경연대회 진행자 역
- 서제우 : 인부 1 역
- 홍성일 : 인부 2 역
- 정승연 : 인부 3 역
- 이언정 : 장수아내 역
- 김다희 : 마트 새댁 역
- 박재숙 : 재개발행사풍물패 역
- 박미림 : 재개발행사풍물패 역
- 이용옥 : 인디밴드 역
- 재즈말 : 인디밴드 역
- 이준향 : 고희연축하공연연주자 역
- 이덕인 : 고희연축하공연연주자 역
- 미추홀어린이요들단 : 꽃축제어린이합창단 역
- 볼댄스코리아 : 문화센터왈츠수강생 역
- 백만댄동 : 문화센터왈츠수강생 역
- 블랙풀 : 문화센터왈츠수강생 역
- 수도 FC : 축구팀 역
- 서울신정초등학교 축구부 : 어린이 축구팀 역
- 김병식 : MRI실 의사 1 역
- 박철수 : MRI실 의사 2 역
- 최대영 : 우마차 농부 역
- 민지혜 : 수술실 간호사 1 역
- 장종미 : 수술실 간호사 2 역
- 김중희 : (목소리 출연)
- 전운종 : (목소리 출연)
- 김다미 : (목소리 출연)
- 유원준 : (성칠 스탠인배우)
- 이나리 : (금님 스탠인배우)
- 이초희 : 은행원 역 (특별출연)
- 백일섭 : 버스 기사 역 (특별출연)
- 임하룡 : 최씨 역 (특별출연)